# Бужерово
Бужерово — деревня в Павловском районе Нижегородской области. Входит в состав Варежского сельсовета .

## История
Деревня впервые упомянута в писцовых книгах 1628-30 годов в числе вотчинных деревень боярина Ивана Никитича Романова, в ней было 4 двора крестьянских и 2 пустых.
В конце XIX — начале XX века деревня входила в состав Варежской волости Муромского уезда Владимирской губернии, с 1926 года — в составе Арефинской волости. В 1859 году в деревне числилось 14 дворов, в 1905 году — 10 дворов, в 1926 году — 18 дворов.
С 1929 года деревня входила в состав Мало-Иголкинского сельсовета Павловского района Горьковского края, с 1936 года — в составе Горьковской области, с 1954 года — в составе Варежского сельсовета.

## Население
| 1859 | 1905 | 1926 | 2002 | 2010 |
| ---- | ---- | ---- | ---- | ---- |
| 121  | ↘60  | ↗97  | ↘6   | ↘0   |